# سوبربوت إنترتنمنت
سوبربوت إنترتنمنت (بالإنجليزية: SuperBot Entertainment)‏، هي شركة أمريكية سابقة لتطوير ألعاب فيديو، تأسست الشركة سنة 2009، أعلنت الشركة حلها سنة 2014.